# Paul Stradner
 Paul Stradner (* 23. Juni 1981 in Graz) ist ein österreichischer Koch.

## Werdegang
Nach der Ausbildung in Graz ging Stradner nach zwei Stationen in Maria Wörth und Lech am Arlberg 2002 zu Harald Wohlfahrt in das Drei-Sterne-Restaurant Traube Tonbach in Baiersbronn. 2009 wechselte er zum Drei-Sterne-Restaurant L'Arnsbourg zu Jean-Georges Klein nach Baerenthal in Frankreich.
Ab August 2012 war er Küchenchef im Brenners Park Restaurant im Brenners Park-Hotel in Baden-Baden, das im Guide Michelin 2015 mit zwei Sternen ausgezeichnet wurde. Im Herbst 2017 wurde er Küchenchef im Restaurant Villa René Lalique in Wingen-sur-Moder, gemeinsam mit Jean-Georges Klein, mit dem er schon fünf Jahre zuvor zusammengearbeitet hatte. Das Restaurant befindet sich bei der ehemaligen Villa von René Lalique.
Seit 2020 ist er alleiniger Chefkoch im Restaurant Villa René Lalique.

## Auszeichnungen
- 2013: Einen Stern im Guide Michelin für das Brenners Park Restaurant in Baden-Baden
- 2015: Zwei Sterne im Guide Michelin für das Brenners Park Restaurant in Baden-Baden
- 2016: 18 Punkte und die Gratifikation „Aufsteigender des Jahres“ von Gault & Millau
- 2017: Zwei Sterne für das Restaurant Villa René Lalique in Wingen-sur-Moder, gemeinsam mit Jean-Georges Klein[4]
- 2018: Prix Villegiature für das „Beste Restaurant in einem Hotel in Europa“ für Jean-Georges Klein und Paul Stradner[5]
- 2022: Zwei Sterne im Guide Michelin für die Villa René Lalique in Wingen-sur-Moder[4]

## Veröffentlichungen
- Grande Cuisine, Matthaes Verlag 2017, ISBN 978-3-87515-417-7.